# LATAM Perú
LATAM Perú anciennement LAN Perú est une compagnie aérienne péruvienne filiale de LATAM Airlines Group. Participe à la plupart des marchés de l'aviation péruvienne avance sur les compagnies aériennes péruviennes, Star Peru, LC Busre et TACA Pérou. 
La société LATAM Perú est détenue par trois groupes: Emilio Rodriguez Larrain (Pérou) (30 %), Air investissement (Pérou) (21 %) et LAN Airlines (Chili) (49 %). 
Conformément à la loi péruvienne, aucune société étrangère ne peut détenir, dans le pays, une société au delà de 49 % des actions.
Son centre des opérations est le aéroport international Jorge Chavez (LIM) à Lima. Il propose 14 destinations dans le marché local, opérant dans les régions côtières, les montagnes et la jungle au Pérou par plus de 85 vols quotidiens. Il a également 25 destinations internationales à moyen et à long terme. Au cours de l'année 2009 a ajouté plusieurs nouvelles destinations internationales: Cordoba (Argentine), Cali (Colombie), Punta Cana (République dominicaine) et Cancun (Mexique).
En 2008, LAN Peru transportés dans le marché intérieur de plus de 2 millions 970 000 passagers à l'intérieur du pays.

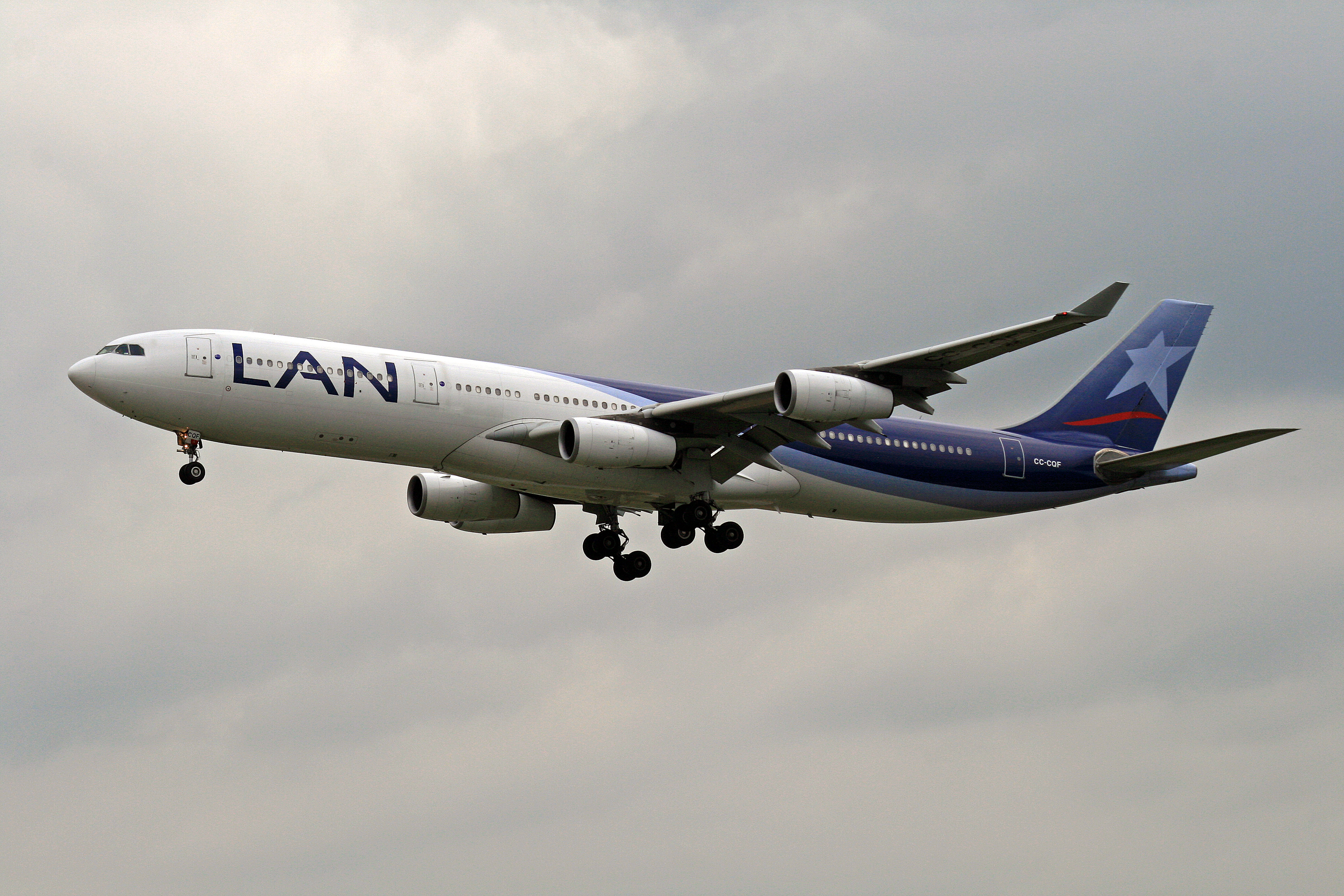

## Histoire
La compagnie aérienne a été fondée à Lima en Juillet 1998 par les entrepreneurs Sr.Boris Hirmas Rubio, Javier Rodriguez Sr.Lorenzo Sousa Debarbieri.Dr Cristian Larrain Salina, a déclaré M. Montiel et a commencé ses opérations le 2 juillet 1999, à Lima base Cuzco et Arequipa. Le 15 novembre 1999 ont ouvert la voie à Miami.
En 2002, est devenue une filiale de LAN. En 2004, il rejoint les compagnies aériennes LAN tenue de changer le nom de la société mère.
Au cours du troisième trimestre de 2006, a rejoint la flotte LAN 8 neufs Airbus 319 avions, dont quatre en août et les quatre autres en septembre, conçu pour remplacer sept avions pour les opérations intérieures au Pérou.
En Octobre 2006, LAN Peru a obtenu l'autorisation de la DGAC péruvien à fonctionner comme une station de réparation (TMA), étant donné le nombre 029. Cela permet, en plus de soutenir les opérations de LAN, la prestation de services à d'autres sociétés d'exploitation enregistrés avion au Pérou. À son tour, la DGAC du Chili a renouvelé et élargi atelier de certification en tant que station de réparation des Affaires étrangères (AAMC).

## Flotte
LAN Peru a pour flotte :
En 2010, a acquis 4 nouveaux Airbus A319 et deux Boeing 767 afin d'augmenter la fréquence des vols intérieurs à trois vols quotidiens vers les grandes villes du Pérou et d'augmenter la connectivité avec les États-Unis en termes de vols internationaux. Depuis 2007, la société a ajouté un service aux produits existants pour rivaliser avec certaines entreprises locales. Pour ce faire, la nuit LAN alternatives annoncé fréquences quotidiennes sur la plupart des routes, à des tarifs spéciaux (entre 20 % et 30 % plus faible que dans la journée). Ce système a déjà été appliquée avec succès au Pérou en tant que routes Lima Arequipa et Lima, Iquitos, entre autres.
Lan a présenté ses nouvelles cabines « Business Class Premium » et la nouvelle classe. De même, a présenté son nouveau siège / lit « plat complet ».